# José Bleger
José Bleger, né en 1922 et mort le 20 juin 1972, est un psychiatre et psychanalyste argentin.

## Biographie
Issu d'une famille juive immigrée en Argentine et installée dans une colonie agricole, il naît à Ceres dans la province de Santa Fe. Il fait ses études de médecine à Rosario.
Il exerce comme neurologue à Santiago del Estero (ville), puis s'installe à Buenos Aires en 1954.
Il intègre l'Association psychanalytique argentine (APA) après une analyse avec Enrique Pichon Rivière. Il fera une deuxième cure avec Marie Langer.
« Préoccupé par les questions sociales et politiques », il adhère au Parti communiste argentin. Il s'appuie « sur les thèses du philosophe français Georges Politzer (1903-1942) pour créer les conditions d'une nouvelle psychologie de la subjectivité » et fait publier les œuvres psychologiques de ce dernier en espagnol. Il évolue vers le marxisme et publie en 1958 Psychanalyse et dialectique matérialiste. Roudinesco et Plon considèrent qu'« à la différence de Politzer, qui était passé d'un freudisme critique à un militantisme stalinien et antifreudien, Bleger cherchait plutôt à faire la synthèse des deux doctrines dans le but de définir une psychologie de la personnalité ». Critique du régime soviétique, il sera exclu en 1961 du parti communiste argentin.
Au sein de l'Association psychanalytique argentine, il est une figure importante de la formation didactique.
Son fils, Leopoldo Bleger, spécialiste du travail de José Bleger, est psychiatre et psychanalyste, membre de l'Association psychanalytique de France, dont il est le président en 2018.

## Travaux de recherche et éditoriaux
Il est l'un des auteurs les plus originaux de l'école argentine. Issu de ses leçons à l'université, son livre Psychologie de la conduite, est devenu une référence majeure en Argentine. Son ouvrage majeur est Symbiose et ambiguïté. Il s'agit de réflexions sur le cadre,.
D'un point de vue clinique, il se rapproche des recherches de Melanie Klein et de Ronald Fairbairn, notamment autour de ce qu'il nommait l'« indifférenciation primitive ». Il s'intéresse au travail mené avec des personnes atteintes de troubles de la personnalité, à travers sa théorie des « personnalités ambiguës ».

## Noyau agglutiné
Un de ses apports majeur est sa conception de la symbiose, de ce qu'il appelle le noyau agglutiné, de leurs liens dans la clinique :
Voici un tableau qu'il a effectué en 1964
| Position         | Anxiété        | objet                    | Défenses                              | Points de fixation            |
| ---------------- | -------------- | ------------------------ | ------------------------------------- | ----------------------------- |
| Dépressive       | Dépressive     | Total (ambivalent)       | Maniaques                             | Psychose maniaco-dépressive   |
| Paranoïde        | Paranoïde      | Partiel (divalent)       | Division                              | Schizophrénie                 |
| Glischro-caryque | Confusionnelle | Noyau agglutiné (ambigu) | Clivage, immoblisation, fragmentation | Epilepsie, états confusionels |

## La symbiose
Dans son résumé sur la symbiose, Bleger la définit et son maniement technique dans la cure ainsi:
- 1) La symbiose est une interdépendance étroite entre deux ou plusieurs personnes qui se complètent pour conserver les besoins de leurs parties les plus immatures contrôlés, immobilisés et dans une certaine mesure satisfaits
- 2) Ces parties immatures constituent, chez l'adulte, la partie psychotique de la personnalité; je leur ai donné le nom de noyau agglutiné.
- 3) La partie psychotique de la personnalité est maintenue fortement séparée de la partie névrotique et des niveaux les plus intégrés de la personnalité.
- 4) La partie psychotique (Wilfred Ruprecht Bion) de la personnalité est le résidu d'une organisation primitive antérieure à la position paranoïde schizoïde que j'ai désignée sous le nom de position glischro-caryque.
- 5) Le noyau agglutiné est formé des identifications les plus primitives, là où ne s'est pas encore établie une discrimination entre le moi et le non-moi; il constitue l'organisation la plus primitive du complexe d'œdipe définie comme une fusion (manque de discrimination) entre le couple parental et entre ce dernier et le moi du patient.
- 6) Les dimensions du noyau agglutiné peuvent être modifiées par une régression de la positon schizo-paranoïde ou une progression vers celle-ci.
- 7) Le noyau agglutiné ne se distingue pas par la confusion mais par la fusion des éléments qui le composent. La confusion (Mélanie Klein et Herbert Rosenfeld) apparaît lorsque le noyau agglutiné a envahi le moi le plus intégré.
- 8) Le noyau agglutiné est ambigu et polyvalent et peut connaître des polarisations extrêmes pouvant lui faire remplir la fonction d'un moi, d'un objet, d'un surmoi.
- 9) La division schizoïde discrimine les composantes du noyau agglutiné et rend possible le passage de la position glischro-caryque à la position paranoïde-schizoïde. La division schizoïde transforme la confusion en contradiction et l'ambiguïté en conflit.
- 10) La division esprit - corps correspond à la division entre la partie névrotique et la partie psychotique de la personnalité avec, dans cette dernière, un manque de discrimination ou une fusion entre corps et monde extérieur.
- 11) Dans la partie névrotique, c'est le refoulement qui l'emporte tandis que dans la partie psychotique c'est la projection. Dans la symbiose il se produit une fusion entre ce qui est projeté et le dépositaire avec une identification projective massive.
- 12) La division schizoïde est propre aux niveaux névrotiques de la personnalité et elle rend possible l'action de mécanismes de défenses : hystériques, phobiques, obsessionnels et paranoïdes.
- 13)  Dans la partie psychotique de la personnalité, la fusion ou manque de discrimination fait que le noyau agglutiné se mobilise massivement, donnant lieu à des phénomènes défensifs tels l'hypocondrie, la maladie psychosomatique, la psychopathie. L'autisme est également une défense en tant que négation omnipotente de la dépendance symbiotique.
- 14) L'Envie (Mélanie Klein) appartient aux niveaux psychotiques de la personnalité tandis que la jalousie correspond à la partie névrotique.
- 15) On peut, du point de vue de la clinique, définir trois types de patients selon le degré de contrôle et de clivage entre la partie névrotique et la partie psychotique de la personnalité.
- 16) Chez les patients présentant une symbiose clinique, on doit analyser les noyaux autistiques latents tandis que chez ceux qui présentent un autisme clinique on doit rechercher et analyser les noyaux symbiotiques sous-jacents.
- 17) L'entrée et la sortie d'une séance ainsi que tout changement ont pour effet de mobiliser la partie psychotique de la personnalité.
- 18) La partie psychotique de la personnalité - lorsque c'est elle qui l'emporte - est extrêmement perméable à l'introjection et à l'identification indiscriminée, ce qui explique, du point de vue de la dynamique, certains phénomènes comme l'écholalie, l'échopraxie, le mimétisme.
- 19) Le rétrécissement de conscience et la conscience brumeuse sont caractéristiques de la présence et de l'activité de la partie psychotique.
- 20) L'élaboration de la symbiose exige parfois du patient un apprentissage par l'action en raison d'un déficit dans la formation du symbole (passage psychopathique).
- 21) Le transfert de la partie psychotique de la personnalité est un transfert psychotique massif, envahissant, précipité, tenace et labile; il équivaut en tous points à la symbiose de transfert.
- 22) La base du transfert psychotique (symbiotique) est l'identification projective.
- 24) La réaction de contre-transfert devant l'accentuation des niveaux psychotiques est généralement une sensation d'accablement et d'étouffement qui donne lieu à des impressions et des réactions d'autant plus discriminées que l'on passe de la partie psychotique aux niveaux névrotiques.
- 25) La culpabilité est dans le contre-transfert un phénomène très fréquent par lequel le patient tente d'obtenir qu'on lui donne sans qu'il ait à demander, donc sans qu'il ait à mobiliser la partie psychotique de sa personnalité.
- 26) Toujours du point de vue du contre-transfert, le sentiment de forcer le timing du patient est très fréquent ainsi que la sensation de l'accabler et de l'étouffer par la mobilisation de sa partie psychotique.
- 27) Techniquement il est nécessaire de tenter de découvrir dans toute névrose la partie psychotique de la personnalité.
- 28) Toujours du point de vue de la technique, il faut amener le moi le plus intégré à discriminer à l'intérieur du noyau agglutiné, c'est-à-dire que doit s'établir la division schizoïde dans la partie psychotique.
- 29) La partie psychotique peut alors devenir partie névrotique de la personnalité.
- 30) Deux types d'interprétation (clivée et sans clivage) rendent possible le maniement du timing et la mobilisation des niveaux psychotiques.
- 31) Le maniement du timing est fondamental dans l'analyse préalable des niveaux névrotiques si l'on veut donner au moi une meilleure intégration avant d'entreprendre la discrimination du noyau agglutiné et sans risquer de succomber à l'invasion de ce dernier.
- 32) La mobilisation du noyau agglutiné est un pas en avant indispensable à son élaboration (discrimination).
- 33) Des projections - introjections et de reprojections - réintrojections répétées engendrent une certaine fragmentation du noyau agglutiné nécessaire pour aborder la discrimination.
- 34) L'apparition de la confusion, quelles qu'en soient les manifestations (malaises, obnubilation, suspense, perplexité), constitue un indice de réintrojection. Il équivaut, pour les niveaux psychotiques, au signal d'alarme (Angoisse - signal chez Freud) des niveaux névrotiques.
- 35) L'analyste doit, pour lui-même, cliver constamment son rôle de celui projeté en lui par le patient et conserver en permanence une identité discriminée.
- 36) L'interprétation des niveaux névrotiques tend à intégrer les dissociation et à obtenir le passage à la position dépressive,; l'interprétation des niveaux psychotiques tend à discriminer et à obtenir le passage à la position paranoïde-schizoïde.
- 37) L'interprétation des niveaux psychotiques se répercute sur la ligne de clivage avec la partie névrotique.
- 38) Les interprétations des niveaux psychotiques sont, pendant longtemps, apparemment inopérantes mais un insight de forme explosive ou cyclique peut postérieurement se produire.
- 39) On ne doit pas faire porter l'effort technique sur la façon dont il faut pénétrer l'autisme du patient mais sur celle de sortir de la symbiose. En procédant ainsi nous mobilisons toute l'organisation narcissique du patient (y compris l'autisme).
- 40) L'analyste doit agir en discriminant, comme s'il était un moi supplémentaire du patient; à travers ce travail, le patient lui-même apprend à discriminer.
- 41) Dans la partie psychotique de la personnalité, les termes de l'interprétation ne doivent pas induire l'existence de sentiments ou de pensées car les affects et l'activité symbolique surgissent de la discrimination. Les affects exprimés corporellement doivent être signalés d'abord comme des évènements corporels.
- 42) Lorsqu'on avance dans la cure, il ne faut pas confondre division schizoïde des niveaux névrotiques avec clivage entre partie névrotique et partie psychotique de la personnalité; on ne doit pas non plus confondre réagglutination avec intégration de la position dépressive.

## L'ambiguïté dans la clinique
Bleger résume ses thèses sur l'ambiguïté comme suit :
1. La structure de l'organisation psychologique la plus primitive qui correspond à une indifférenciation primitive.
2. La persistance prépondérante de cette structure chez la personnalité ambiguë (qui comme nous le verrons, peut s'organiser en différents types).
3. La persistance de l'ambiguïté dans certains traits de personnalité.
4. Des phénomènes d'ambiguïté dus à la réactivation ou la régression qui se produit lors de périodes de changements par exemple sociaux.
5. La polarisation extrême de l'ambiguïté : la personnalité autoritaire.
6. La persistance d'une certaine partie de l'organisation primitive (ambiguë) fortement clivée de la personnalité ayant atteint d'autres niveaux d'organisation et d'intégration. (J'ai appelé cette partie clivée « noyau agglutiné »).
7. Des phénomènes pathologiques qui proviennent de deux faits :
a) du maintien du clivage : symbiose, blocage affectif, réaction thérapeutique négative, névrose « monosymptomatique » de la rupture ou du danger de rupture du clivage : dans sa pathologie, j'ai inclus les confusions, l'épilepsie, la mélancolie, la manie, la psychopathie, les perversions, l'hypocondrie, qui peuvent se stabiliser ou se stéréotyper comme défenses du moi.
8. Apparition au premier plan de l'ambiguïté en raison de la rupture du clivage qui a lieu normalement (dans notre culture) à certains stades du développement et dont l'exemple type est l'adolescence
9. Apparition de l'ambiguïté dans d'autres phénomènes normaux comme le rêve, le paradoxe, certains actes symptomatiques dans le domaine de l'esthétique, etc.

## Publications
- « Psychanalyse du cadre psychanalytique », in Didier Anzieu, René Kaës (dir.), Crise, rupture et dépassement, Dunod, 1979  (ISBN 2-04-011595-1) texte en ligne
- « Le Groupe comme institution et le groupe dans les institutions », in René Kaës et al., L'institution et les institutions : études psychanalytiques, Paris, Dunod, coll. « Inconscient et culture », 2000,  (ISBN 2-10-007142-4).
- Symbiose et ambiguïté, Puf, 1967  (ISBN 2-13-036603-1)